# بجع وردي

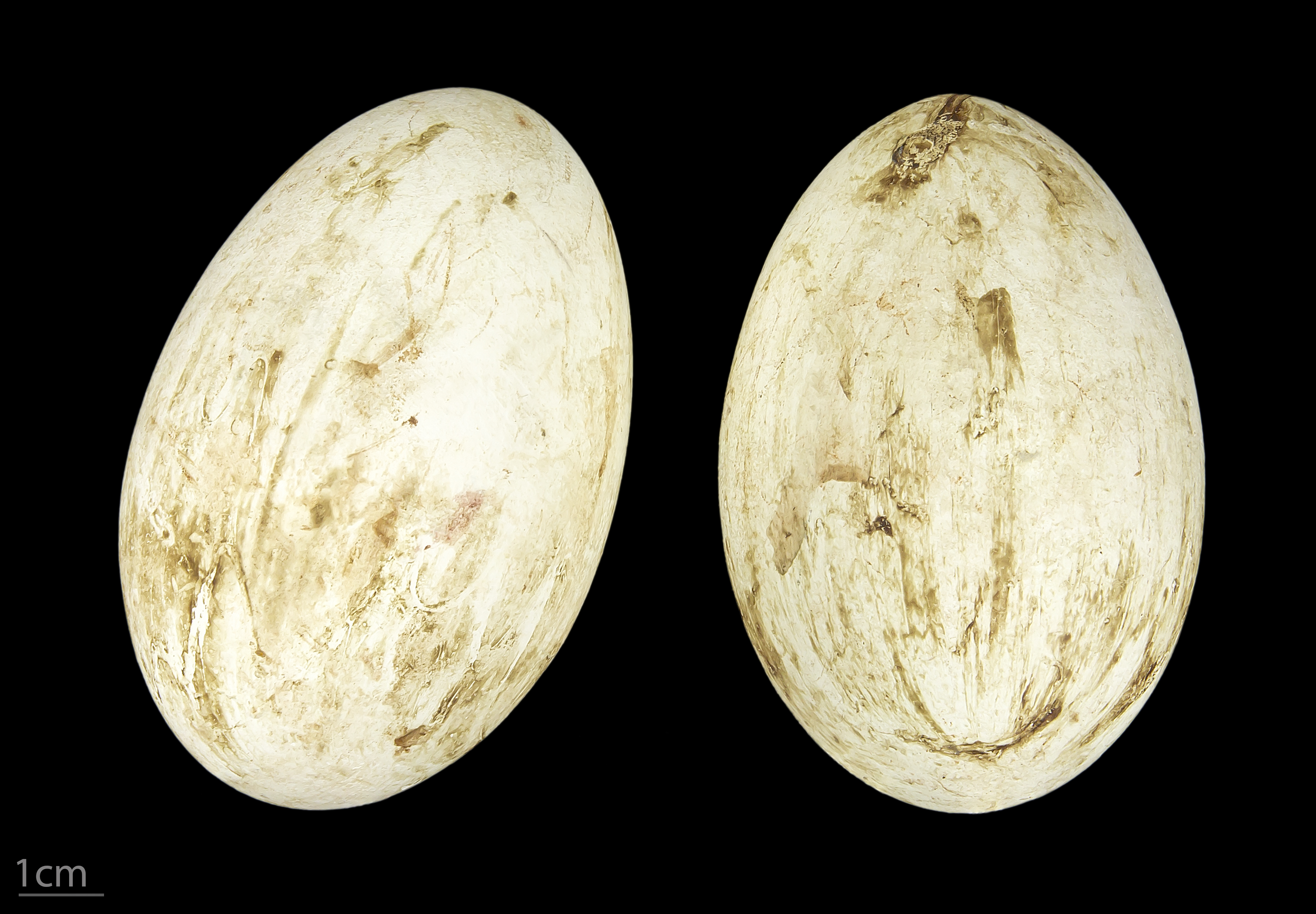
بيض بجعة وردية

البجع الوردي (الاسم العلمي: Pelecanus rufescens) هو طائر من فصيلة البجع، يكثر في أفريقيا وجنوب شبه الجزيرة العربية، وعلى ما يبدو أنها انقرضت في المستنقعات والبحيرات الضحلة في مدغشقر.

## الوصف
يعتبر البجع الوردي من طيور البجع صغيرة الحجم بالمقارنة مع البجع الأبيض الكبير، ومع ذلك فهو طائر كبير الحجم (طوله 125-155 سم، وطول جناحيه مفتوحان 215-290 سم، ويتراوح وزنه من 4-7 كغ). طول المنقار 30-38 سم. لون الريش رمادي وأبيض، مع لون وردي على الظهر (ولكنه ليس بشدة اللون الوردي عند طائر النحام/الفلامنغو). قمة المنقار بلون أصفر وجلد محفظة المنقار بلون رمادي. وللبالغة منها ريش طويل على الرأس.

## التربية
في البداية تم العثور على البجع الوردي في مجموعة من الموائل المائية، حيث انه يفضل المياه النائية الهادئة ذات المياه الضحلة، ويتجنب ضفاف البحيرات شديدة الانحدار والنباتية. وكذلك تفضل بحيرات المياه العذبة والمستنقعات والأنهار الكبيرة بطيئة التدفق والبرك الموسمية، وعلى الرغم من ذلك تفضل أيضًا الخزانات والأراضي المغمورة موسمياً والسهول الفيضية بالقرب من مصبات الأنهار.
و يمكن العثور عليه في البحيرات والبحيرات القلوية والمالحة، وايضا يمكن العثور عليه أحيانًا على طول الساحل في الخلجان ومصبات الأنهار (على الرغم من أنه نادرًا ما يكون على شاطئ البحر المفتوح). تميل الأنواع إلى التجثم والتكاثر في الأشجار (مثل أشجار المانغروف)، ولكنها ستجثم أيضًا على الجزر الرملية والمنحدرات والشعاب المرجانية والكثبان الرملية. حيث تحتوي أشجار التعشيش على العديد من الأعشاش المبنية بالقرب من بعضها البعض. حيث يتم إعادة استخدام هذه الأعشاش كل عام حتى تنهار الأشجار، على الرغم من بقاء الطيور عادة في المنطقة. يقوم من يعشش في هذا النوع بشكل استعماري في الأشجار أو القصب أو الشجيرات المنخفضة على طول الواجهات المائية وكذلك (في كثير من الأحيان) على الأرض في الجزر الرملية وفي غابات المانغروف.عشها عبارة عن كومة كبيرة من العصي ويمكن أن تكون على ارتفاع 10-50 مترًا فوق سطح الأرض. تضع الأنثى بيضتين إلى ثلاث بيضات بيضاء كبيرة، ثم تتغذى الكتاكيت بعد ذلك عن طريق غمر رؤوسها بعمق في كيس البالغ وأخذ الأسماك المتقيئة المهضومة جزئيًا.

## الطعام
عادة ما يكون طعام طائر البجع عبارة عن أسماك (من أي حجم يصل إلى 450 جرامًا، وفى الغالب يكون 80-290 جم)، ويتم الحصول على الطعام من خلال الصيد في مجموعات.